# 오늘의 가정을 그토록 색다르고 멋지게 만드는 것은 무엇인가?
《오늘의 가정을 그토록 색다르고 멋지게 만드는 것은 무엇인가?》(Just what is it that makes today's homes so different, so appealing?)는 영국의 작가 리처드 해밀턴이 제작한 콜라주 작품이다. 작품 크기는 25 X 24.8cm이며 현재 독일 튀빙겐의 쿤스트할레 튀빙겐에 소장되어 있다. 팝 아트를 대표하는 최초의 작품으로 여겨지고 있다.

## 역사
《오늘의 가정을...》는 1956년 영국 런던에서 개최된 전시회 '이것이 미래다' (This is Tomorrow) 전에 소개될 작품 중 하나로서 제작됐다. 전시 당시에는 흑백판으로 제작되었으며, 전시회 홍보 포스터에도 본 작품의 일부분이 들어갔다. 해밀턴과 친구 존 매케일, 존 보엘커가 전시회의 한 전시실을 함께 썼는데 그 전시실이 곧 전시회의 하이라이트로 여겨졌다고 한다.
해밀턴은 이후로도 팝아트 콜라주에 대한 주제와 구성을 다시 작업하면서 여러 작품을 남겼으며, 그중에는 여자 바디빌더 버니 프린스를 주인공으로 세운 1992년 작품이 유명하다.